# Auxitec Ingénierie
 (février 2017).
Auxitec est une société d'ingénierie française intervenant pour la maîtrise d’œuvre et la gestion globale des projets dans les domaines du bâtiment, du génie civil, de l'industrie, et des systèmes d’information. Auxitec rejoint le groupe Artelia en 2017.

## Histoire
Le bureau d’études Auxitec (Auxitec comme Auxiliaire technique) est créé en 1964 au Havre par un technicien de 24 ans, Marcel Pimont. Dans un premier temps, le groupe se développe essentiellement dans le secteur du pétrole et de la pétrochimie. En 1994, l’ouverture du capital aux salariés a lieu au travers de la création de la société Hoc Participations. Au total, 4 LBO seront organisés en 1994, 1997, 2003 et 2007. L’évolution du positionnement depuis le bureau d'études vers celui d’ingénierie globale[C'est-à-dire ?] s’est effectuée de manière progressive depuis 1964[réf. souhaitée]. Auxitec rejoint le groupe Artelia en 2017, un groupe international multidisciplinaire de conseil, d’ingénierie et de management de projet dans les secteurs du bâtiment, de l’industrie, des infrastructures, de l’eau et de l’environnement. À compter du 1er janvier 2019, les entités Auxitec adoptent le nom du groupe Artelia.

## Marchés
Les marchés abordés sont principalement le pétrole, le raffinage, la chimie, l'offshore, le cosmétique, l'aéronautique, la sidérurgie, la pharmacie, la mécanique, la métallurgie-sidérurgie, l'automobile, le ferroviaire, le naval, l'agroalimentaire, le nucléaire, le gaz, les énergies renouvelables, la défense, le tertiaire, et le déploiement multi-sites.

## Données financières Auxitec jusqu'en 2017
CA 2017 (consolidé) : 84 millions d’euros. En 2016, le chiffre d’affaires du groupe a atteint 80 millions d'euros contre 73,7 millions d’euros en 2015, 72,1 millions d’euros en 2014, 71,8 millions d'euros en 2013, 73,2 millions d'euros en 2012, 76,6 millions d'euros en 2011, 72,1 millions d'euros en 2010, 65,3 millions d'euros en 2009, 73 millions d'euros en 2008 et 70 millions d'euros en 2007,.